# Bondola
Bondola ist eine Rotweinsorte, die im Schweizer Kanton Tessin autochthon ist. Früher war sie dort weit verbreitet, wurde aber häufig durch den Merlot ersetzt. Heute findet man noch ca. 13 Hektar Rebfläche (Stand 2007, Quelle: Office fédéral de l'agriculture OFAG) im nördlichen Tessin, dem Sopraceneri.
Die Beeren der Sorte haben eine sehr dünne Schale, so dass die Gefahr der Graufäule latent hoch ist. Die Weine verfügen über einen niedrigeren Alkoholgehalt und über einen höheren Säuregehalt wie der Merlot. Den Weinen fehlt es an Struktur, verfügen jedoch über eine ausreichende Rotfärbung und über ein leichtes Aroma von Veilchen.
Die Rebe wird heute noch für den traditionellen Rotwein Nostrano verwendet, in dem Sorten wie Barbera, Bonarda, Bondola und Freisa verschnitten werden.
Vor Ort kennt man noch eine Spielart, die Bondoletta. Sie wurde aus alten Bondola-Beständen ausgelesen und stellt ein etwas früher reifender Sämling von Bondola dar. In der Deutschschweiz hat die Sorte Briegler (Brieger) überlebt, die genetisch mit Bondola identisch ist. Sie unterscheidet sich morphologisch jedoch deutlich durch tief gelappte Blätter, starke Anthocyanfärbung der Triebe, Stiele und Blattadern sowie geringe Erträge. Sie dürfte aus der Vermehrung eines aus der Wurzel nach einem strengen Winter ausgetriebenen Adventivsprosses hervorgegangen sein. Im Jahr 1905 beschrieb der Ampelograph Fantuzzi auch eine weiße Spielart. Diese weiße Sorte ist heute jedoch unbekannt.
- Synonym: Bondoletta